# Jan Mazur (paulin)
Jan Mazur (ur. 14 listopada 1955 w Jagodniku) —  duchowny rzymskokatolicki, paulin (OSPPE), profesor nadzwyczajny Uniwersytetu Papieskiego Jana Pawła II w Krakowie, Kierownik Katedry Polityki Społecznej na Wydziale Nauk Społecznych;  specjalność: historia społeczna, polityka społeczna i praca socjalna,
katolicka nauka społeczna.

## Edukacja
Szkołę średnią (Liceum Ogólnokształcące w Kolbuszowej) odbył w latach 1970–1974. Następnie ukończył studia na Uniwersytecie Jagiellońskim, najpierw na Wydziale Matematyczno-Fizyczno-Chemicznym (matematyka), a później na Wydziale Filozoficzno-Historycznym (religioznawstwo). Pracę doktorską obronił w 1983 z zakresu historii katolicyzmu społecznego. W 1995 habilitował się z zakresu historii społecznej na Katolickim Uniwersytecie Lubelskiem Jana Pawła II, gdzie ponadto w 1988 obronił pracę magisterką w dziedzinie teologii moralnej. W dniu 29 XI 2014 decyzją Akademii Nauk Szkolnictwa Wyższego Ukrainy został mianowany akademikiem (dawn. profesor nauk) w dziedzinie pedagogiki.

## Status kościelny
W 1983 wstąpił do Zakonu Paulinów, gdzie w 1984 złożył pierwszą profesję zakonną (czasową) w Żarkach-Leśniowie k. Częstochowy. W 1987 złożył profesję wieczystą w kościele na Skałce w Krakowie. W 1987 przyjął święcenia diakonatu z rąk ks. bpa Albina Małysiaka CM, sufragana krakowskiego.
W 1988 przyjął święcenia prezbiteratu z rąk ks. bpa Stanisława Nowaka, ordynariusza częstochowskiego (w bazylice jasnogórskiej). W latach 1990–1996 był duszpasterzem akademickim przy kościele Na Skałce w Krakowie, a w latach 1996–2002 przeorem klasztoru paulinów w Krakowie i równocześnie rektorem Wyższego Seminarium Duchownego Paulinów w Krakowie na Skałce.

## Praca zawodowa

### Przebieg pracy
Od 1988 redaktor naczelny periodyku naukowego WSD „Dissertationes Paulinorum”. W 1997 należał do Kolegium Redakcyjnego Tygodnika AWS, będąc odpowiedzialny za dział religijny. W latach 1995–2003 profesor nadzwyczajny Akademii Polonijnej w Częstochowie, dyrektor Instytutu Nauk Społecznych tejże uczelni. W latach 1996–2002 rektor WSD Zakonu Paulinów w Krakowie. Od 1988 redaktor naczelny periodyku naukowego WSD „Dissertationes Paulinorum”. W latach 2003–2011 profesor nadzwyczajny KUL. W latach 2004–2008 kierownik Katedry Polityki Społecznej KUL. Od 2008 do 2011 kierownik Katedry Polityki Społecznej i Etyki Politycznej KUL. Od 2011 profesor nadzwyczajny Uniwersytetu Papieskiego Jana Pawła II w Krakowie i kierownik Katedry Polityki Społecznej i Pracy Socjalnej (w latach 2012-2020 o nazwie Katedra Polityki Społecznej).

### Zajęcia dydaktyczne
Od roku 1988 wykłada katolicką naukę społeczną oraz prowadzi seminarium magisterskie z historii katolicyzmu społecznego w WSD Zakonu Paulinów w Krakowie. W latach 1995–2002 prowadził wykłady katolickiej nauki społecznej i politologii w Akademii Polonijnej w Częstochowie. W roku akademickim 1990/91 i 1996/97 prowadził oraz od 2016/17 nadal prowadzi wykłady katolickiej nauki społecznej w WSD Zakonu Franciszkanów Konwentualnych w Krakowie. W roku akademickim 1994/95 – wykłady popularyzujące katolicką naukę społeczną w Ośrodku Formacji Katolicko-Społecznej Stowarzyszenia „Civitas Christiana” i w Katolickim Uniwersytecie Ludowym w Ludźmierzu. W latach 2003–2011 wykładał katolicką naukę społeczną, etykę polityki, politykę społeczną i prowadził seminarium magisterskie i doktoranckie z polityki społecznej w Instytucie Socjologii KUL w Lublinie. Od 2011 roku realizuje zajęcia dydaktyczne w Instytucie Nauk o Rodzinie, zaś od 2012 także w Instytucie Pracy Socjalnej na Wydziale Nauk Społecznych Uniwersytetu Papieskiego Jana Pawła II w Krakowie. Wykłada politykę społeczną, podstawy dialogu społecznego, katolicką naukę społeczną, antropologię chrześcijańską i prowadzi seminaria licencjackie z pracy socjalnej i magisterskie z nauk o rodzinie.

## Funkcje

### Obecnie pełnione
Od 2012 Kierownik Katedry Polityki Społecznej na Wydziale Nauk Społecznych, zaś od 2018  Prodziekan Wydziału Nauk Społecznych (ds. nauki i rozwoju).  Prowadzi wykłady z katolickiej nauki społecznej w WSD Zakonu Paulinów i WSD Zakonów Franciszkańskich w Krakowie.

### Członkostwo w organizacjach
Jest członkiem kilku towarzystw naukowych, m. in: Polskiego Towarzystwa Teologicznego w Krakowie, Polskiego Towarzystwa Socjologicznego, Polskiego Towarzystwa Polityki Społecznej (w latach 2011-2015 był prezesem Oddziału Lubelskiego, a od 2012 roku jest wiceprzewodniczącym Sądu Koleżeńskiego) oraz Istituto Internazionale «Jacques Maritain» w Rzymie. Ponadto należy do Stowarzyszenia Mieszkańców „Żaczka” (studiując w UJ, mieszkał w domu studenckim „Żaczek” – w latach 1976 i 1977 pełnił funkcję przewodniczącego Rady Mieszkańców).

## Publikacje

### Książki
1. Katolicka nauka społeczna (skrypt dla studentów teologii), Wydawnictwo „Unum” PTT, Kraków 1992, stron 276.
2. Tygodnik „Myśl Katolicka” (1908-1914). Problemy religijne, społeczne i polityczne, Wydawnictwo Naukowe PAT, Kraków 1994, stron 332.
3. Pytania niewierzących, Wyd. „Unum”, Kraków 1996, stron 110.
4. Rekolekcje nowowiejskie, Wyd. „Unum”, Kraków 1996, stron 112.
5. Pytania poszukujących, Wyd. „Unum”, Kraków 1996, stron 94.
6. Na ścieżkach Ewangelii pracy, Wydawnictwo „Czuwajmy”, Kraków 1997, stron 119.
7. Wierzcie w Ewangelię! Kazania na niedziele wielkopostne i wielkanocne, Wyd. „Unum”, Kraków 1998, stron 124.
8. Pytania wątpiących, Wyd. „Unum”, Kraków 1999, stron 96.
9. Aby świat został zbawiony. Kazania na niedziele zwykłe od Wielkanocy do Bożego Narodzenia. Rok B, Wydawnictwo „Czuwajmy, Kraków 1999, stron 214.
10. Pytania przygnębionych na duchu, Wydawnictwo „Czuwajmy”, Kraków 1999, stron 325.
11. Politologia chrześcijańska, Wyd. Biblioteki „Niedzieli”, Częstochowa 2001, stron 207.
12. Od kerygmatu do Ewangelii życia. Dzieje katolickiej myśli społecznej w zarysie, Polskie Wydawnictwo Encyklopedyczne „Polwen”, Radom2003, stron 346.
13. Głos w jasnogórskim eterze. Komentarze wydarzeń tygodnia, wyd. Platan, Kraków 2003, stron 180.
14. Widok z «królewskiego powozu». Publicystyka religijna i społeczna, wyd. Platan, wydanie I, Kraków-Lublin 2004, stron 190; wydanie II popr. i uzup., Częstochowa-Lublin 2005, stron 221.
15. Pomiędzy nadzieją a lękiem. Radiowe komentarze wydarzeń tygodnia, wyd. Platan, Częstochowa-Lublin 2007, stron 190.
16. Spójrzcie na Pana! Rekolekcje konwiktorskie, Wydawnictwo „Paulinianum”, Jasna Góra – Częstochowa 2008, stron 184.
17. Aby ocalić dobro wspólne. Wokół myśli społecznej Jana Pawła Wielkiego, Wydawnictwo „Paulinianum”, Częstochowa – Jasna Góra 2011, stron 166.
18. Ad bonum per politicam. Wybrane zagadnienia z etyki życia politycznego, Wydawnictwo KUL. Lublin 2011, stron 335.
19. Nadchodzi godzina! Miniatury społeczne i polityczne, Wydawnictwo Sióstr Loretanek, Warszawa 2013, stron 166.
20. Polityka w kazaniach niepolitycznych, Wydawnictwo Naukowe UPJP II, Kraków 2013, stron 168.
21. Pro familia et societate. Wybrane zagadnienia polityki społecznej, Wykłady dla studentów kierunków: nauki o rodzinie i praca socjalna, Wydawnictwo Naukowe UPJPII, Kraków 2013, stron 174.
22. Persona in societate. Wybrane zagadnienia chrześcijańskiej nauki o człowieku, Wydawnictwo Naukowe UPJPII, Kraków 2014, stron 174.
23. Per dialogum ad veritatem. Podstawy dialogu społecznego – perspektywa chrześcijańska, Wydawnictwo Naukowe UPJPII, Kraków 2014, stron 178.
24. Afirmacja dobra wspólnego. Katolicka nauka społeczna propozycją dla polityki, Wydawnictwo Adam Marszałek, Toruń 2015, stron 166.
25. Katolicka nauka społeczna. Podstawowe zagadnienia w zarysie, wydanie II poprawione i uzupełnione, Inicjatywa Ewangelizacyjna WEJDŹMY NA SZCZYT, Kraków 2016, stron 328.
26. Naród ujrzał swoją Królową... Od ślubów lwowskich i jasnogórskich do aktu zawierzenia Matce Bożej. Szkic religijno-społeczny, Wydawnictwo Paulinianum, Częstochowa 2016, stron 130.
27. Polacy oddali pokłon Królowi. O jubileuszowym Akcie Przyjęcia Jezusa Chrystusa za Króla i Pana. Szkic religijno-społeczny, Wydawnictwo Paulinianum, Częstochowa 2017, stron 138.
28. Polityka przyjazna człowiekowi, Wydawnictwo Paulinianum, Częstochowa 2018, stron 176.
29. Pro familia et societate. Wybrane zagadnienia polityki społecznej, Wykłady dla studentów nauk społecznych, wydanie II poprawione i uzupełnione, Wydawnictwo Naukowe UPJPII, Kraków 2019, stron 176.
30. Blask prawdy o człowieku, rodzinie i społeczeństwie. W kręgu myśli św. Jana Pawła II, Wydawnictwo Adam Marszałek, Toruń 2019, stron 110.
31. Religia i polityka. Dylematy współobecności, Wydawnictwo Difin, Warszawa 2020, stron 124.
32. Polityka 'pro homine'. Wybrane kwestie z etyki życia politycznego w zarysie, Wydawnictwo UNUM, Kraków 2021, stron 368.
33. O dialogu w życiu społecznym. Szkic edukacyjny dla studentów teologii, Wydawnictwo PLATAN, Kraków 2024, stron 184.

### Prace zbiorowe
1. „Dissertationes Paulinorum”, tomy 1 - 3, 4/1, 4/2, 5 - 31, 32/1, 32/2, 33/1, 33/2, Kraków-Skałka 1988-2022 (zeszyty naukowe WSD Zakonu Paulinów).
2. Od fenomenu do fundamentu. Materiały z sympozjum nt. Duchowość paulińska – spojrzenie w przyszłość, red. o. Jan Mazur OSPPE, Wydawnictwo Naukowe PAT oraz WSD Zakonu Paulinów, Kraków-Skałka 1999, stron 218.
3. T. Borutka – J. Mazur – A. Zwoliński, Katolicka nauka społeczna, red. o. Jan Mazur, Wydawnictwo „Paulinianum”, wydanie I, Częstochowa – Jasna Góra 1999, stron 320; wydanie II, Częstochowa – Jasna Góra 2004, stron 320.
4. Prawo do pracy a polityka społeczna, praca zbiorowa, red. o. Jan Mazur, Wydawnictwo KUL, Lublin 2005, stron 158.
5. Bezdomność. Szkice z socjologii, polityki społecznej i katolickiej nauki społecznej, praca zbiorowa, red. Jan Mazur OSPPE, Wydawnictwo KUL, Lublin 2006, stron 186.
6. Praca kluczem polityki społecznej. Materiały sympozjum w 25-lecie wydania encykliki „Laborem exercens” Jana Pawła II, praca zbiorowa, red. Jan Mazur OSPPE, Towarzystwo Naukowe KUL, Lublin 2007, stron 263.
7. Przy źródle Jasnogórskiej Pani. Materiały sympozjum nt. powrotu paulinów do klasztoru i kościoła św. Barbary w Częstochowie, praca zbiorowa, red. Jan Mazur OSPPE, Wydawnictwo SALWATOR, Kraków 2007, stron 130.
8. Ex caritate pro bono. Szkice o pracy socjalnej, praca zbiorowa, red. Jan Mazur OSPPE, wyd. Platan, Lublin 2009, stron 186.
9. Kapłaństwo w posłudze paulińskiej. Sympozjum pt. „Kapłaństwo – dar i tajemnica”, które odbyło się 21 listopada 2009 roku na Jasnej Górze z okazji Anni Sacerdotalis, ogłoszonego przez Benedykta XVI, praca zbiorowa, red. Jan Mazur OSPPE, Wydawnictwo „Paulinianum”, Jasna Góra – Częstochowa 2010, stron 191.
10. «Caritas in veritate» zasadą polityki społecznej, praca zbiorowa, red. ks. Tomasz Adamczyk, Jan Mazur OSPPE, Wydawnictwo KUL, Lublin 2011, stron 297.
11. Praca socjalna jako profesja i dar, praca zbiorowa, red. Jan Mazur OSPPE, wyd. Platan, Lublin – Kraków 2011, stron 164.
12. Rozwój i dobro wspólne. Dyskurs w 25-lecie encykliki «Sollicitudo rei socialis» Jana Pawła II, praca zbiorowa, red. Jan Mazur OSPPE, Wydawnictwo Naukowe UPJPII, Kraków 2012, stron 256.
13. Polityka społeczna wobec „rzeczy nowych”. 25-lecie encykliki ‘Centesimus annus’ św. Jana Pawła II, przedmowa: kard. Gerhard Müller, praca zbiorowa, red. Jan Mazur OSPPE, Wydawnictwo Naukowe UPJPII, Kraków 2016, stron 397.
14. Prekariat – perspektywa katolickiej nauki społecznej, praca zbiorowa, red. Jan Mazur OSPPE, ks. Łukasz Marczak, Wydawnictwo Naukowe UPJPII, Kraków 2017 (Spotkania Naukowe Wykładowców Katolickiej Nauki Społecznej, 13), stron 229.
15. Prekaryjna praca kwestią społeczną?, praca zbiorowa, red. Jan Mazur OSPPE, Wydawnictwo Naukowe UPJPII, Kraków 2018, stron 106.
16. Praca socjalna w perspektywie polityki społecznej, praca zbiorowa, red. naukowa: Jan Mazur OSPPE, Katarzyna Wojtanowicz, Barbara Sordyl-Lipnicka, Wydawnictwo Naukowe UPJPII, Kraków 2023 (seria: Praca Socjalna w Teorii i Działaniu, 6), stron 248.

## Odznaczenia i wyróżnienia
- Złoty Krzyż Zasługi - przyznany postanowieniem Prezydenta Rzeczypospolitej Polskiej z dnia 11 października 2021 r. (leg. Nr 362-2021-10)
- Złoty Medal za Długoletnią Służbę - przyznany postanowieniem Prezydenta Rzeczypospolitej Polskiej z dnia 28 stycznia 2021 r. (leg. nr 24-2021-3)
- Medal Komisji Edukacji Narodowej - przyznany przez Ministerstwo Edukacji Narodowej w dniu 16 lipca 2010 r. (leg. nr 119618)
- Odznaka „Honoris Gratia” - wręczona na podstawie zarządzenia Prezydenta Miasta Krakowa nr 2386/2016 z dnia 16 września 2016 r. (leg. nr 4259)
- Medal im. Edwarda Abramowskiego - przyznany decyzją Zarządu Głównego Polskiego Towarzystwa Polityki Społecznej w dniu 16 listopada 2018 r. (akt przyznania z datą 16.11.2018)
- Złoty Medal „Zasłużony dla Uniwersytetu Papieskiego Jana Pawła II w Krakowie” [Bene Merenti] - przyznany jako wyróżnienie uchwałą Senatu UPJPII z dnia 31 maja 2021 r. (leg. Nr 37/2021)
- Medal „Paulini Na Skałce 550 lat. Fundacja Jana Długosza 1472” - wręczony jako wyróżnienie przez Przeora klasztoru Na Skałce w dniu 1 października 2022 r.